# Wenceslao Ciuró
Wenceslao Ciuró i Sureda (Castelltersol, 1 de mayo de 1895-Barcelona, 23 de abril de 1978) fue un sacerdote e ilusionista español. Conocido por sus tratados sobre el arte del ilusionismo.

## Trayectoria
Inició sus estudios como alumno interno de los escolapios de Moyá en 1905. En septiembre de 1917 fue ordenado sacerdote, para lo cual tuvo que obtener dispensa de la Santa Sede, por su corta edad. Pasó tres años dedicados al sacerdocio en el Monasterio de Santa María la Real de Irache en Navarra.
Cuando estudiaba en Moyá, uno de los hermanos legos realizó una sesión de juegos de manos que hizo que atrajo la atención de Ciuró por el ilusionismo. Experimentó con numerosos tipos de magia, desde la micromagia hasta la magia de salón y fue una de las figuras que más destacó en este período en la magia española. Fue el autor de quince tratados sobre el arte del ilusionismo.
Ciuró fue nombrado Maître Magicien por la Asociación Francesa de Artistas Prestidigitadores de París.

## Obra
- 1952 - Más de 200 juegos de manos con la baraja, Madrid: Reus.
- 1953 - Juegos de manos de sobremesa, Madrid.
- 1958 - Juegos de magia, Madrid.
- 1958 - La prestidigitación al alcance de todos, Madrid: Reus.
- 1959 - Mnemotecnia teatral, Madrid: Artes Gráficas C.I.O.
- 1960 - Trucos de magia, Madrid.
- 1961 - Juegos de manos de bolsillo (4 vols.), Madrid: Artes Gráficas C.I.O.
- 1963 - La ventriloquía, Madrid: Artes Gráficas C.I.O.
- 1965 - Ilusionismo elemental, Madrid: Artes Gráficas C.I.O.
- 1967 - Ilusionismo de salón, Madrid: Paraninfo.
- 1970 - Cartomagia (2 vols.), Madrid: Artes Gráficas C.I.O.
- 1978 - Cien pasatiempos de magia, Madrid: Sintes.

## Reconocimientos
El primer programa de estudios superiores de ilusionismo del mundo, que se realiza en España, recibe su nombre en honor a Ciuró. El Programa de Ilusionismo Wenceslao Ciuró se imparte desde 2013, en el Real Centro Universitario María Cristina, la primera institución universitaria a nivel mundial en ofrecer una titulación propia en ilusionismo. Los estudios tienen una duración de tres años, son conducentes a recibir el Título Superior en Ilusionismo, y el contenido está avalado por la Federación Internacional de Sociedades Mágicas (FISM). La propuesta de crear el programa, partió de Juan Herrero Brasas, profesor universitario, autor y aficionado al ilusionismo, con la ayuda del mago, Fernando Arribas.
Además, en Castelltersol, existe una calle que recibe su nombre y que corresponde al código postal 08183.